# Назин, Иван Захарович
Иван Захарович Назин (1910—1982) — генерал-майор Советской Армии, участник Великой Отечественной войны.

## Биография
Иван Назин родился 11 апреля 1910 года в Ряжске. Окончил семь классов школы, после чего работал на железной дороге в Ворошиловграде. В 1932 году Назин был призван на службу в Рабоче-крестьянскую Красную Армию. Окончил школу младших командиров и школу летнабов. В 1940 году Назин окончил авиационный факультет Военной академии имени М. В. Фрунзе. Участвовал в Великой Отечественной войне.
В 1952 году Назин окончил Военную академию Генерального штаба, после чего служил на высоких штабных должностях. С 1955 года он служил заместителем начальника штаба 50-й воздушной армии, а с 1956 года — начальником штаба 74-го отдельного тяжёлого бомбардировочного авиационного корпуса. В 1959 году Назину было присвоено звание генерал-майора авиации. В ноябре 1960 года он был уволен в запас. Проживал в Смоленске. Умер 17 сентября 1982 года, похоронен на Братском кладбище Смоленска.
Был награждён орденом Красного Знамени, двумя орденами Красной Звезды и рядом медалей.